# Ctenophthalmus strigosus
Ctenophthalmus strigosus är en loppart som beskrevs av Rostigayev et Solov'yeva 1964. Ctenophthalmus strigosus ingår i släktet Ctenophthalmus och familjen mullvadsloppor. Inga underarter finns listade i Catalogue of Life.